# Poxdorf (Oberfranken)
Poxdorf er en kommune i Landkreis Forchheim i Regierungsbezirk Oberfranken i den tyske delstat Bayern.
Den er en del af Verwaltungsgemeinschaft Effeltrich.

## Geografi
Poxdorf ligger i Regnitzdalen ved udkanten af Fränkische Schweiz mellem byerne Erlangen og Forchheim, omkring syv kilometer sydøst for Forchheim. Nabokommuner er (med uret fra nord):Forchheim, Effeltrich, Langensendelbach, Baiersdorf